# Colloredo di Monte Albano
Colloredo di Monte Albano (Colorêt di Montalban en friulano, localmente Verzegnas ) es una población de 2.169  habitantes en la provincia de Udine, en la región autónoma de Friuli-Venecia Julia.

## Demografía
| Gráfica de evolución demográfica de Colloredo di Monte Albano entre 1861 y 2001 |
|                                                                                 |
| Fuente ISTAT - elaboración gráfica de Wikipedia                                 |